# ثروت، حماة
ثروت (به عربی: ثروت) یک روستا در سوریه است که در ناحیه حمرا واقع شده‌است. ثروت ۹۹۰ نفر جمعیت دارد.